# 廣告人報 (阿德萊德)
The Advertiser是一家總部位於南澳大利亞州阿德雷德市的每日小報紙。 1858年7月12日，它首次作為名為《南澳大利亞廣告商》的大報出版，目前是週一至週六印刷的小報。 該廣告商在20世紀50年代由Keith Murdoch擁有所有，1987年由Rupert Murdoch全權。 它是廣告商報紙有限公司（ADV）的出版物，ADV是澳大利亞新聞集團的子公司，也是新聞集團的子公司。 在20世紀的大部分時間裡，《廣告商》是阿德萊德的早間大報，下午的小報《新聞》，《星期日郵報》報道週末體育，以及《信使報》社群新聞。 總部從威廉國王街的舊房舍搬到了韋茅斯街31號的一個新的新聞集團辦公大樓，稱為基思·默多克之家。
《廣告人報》（英語：The Advertiser）是一份每天於南澳洲阿德雷德出版的保守主義小型報。

## 历史
該報首次於1858年7月12日以大報格式出版，當時名為「南澳洲廣告人報」（The South Australian Advertiser）。廣告人報現時於星期一至星期六出版，而星期日出版的廣告人報則名為星期日郵報。廣告人報是澳大利亞新聞集團的出版物之一。

## 外部連結
- 官方網站 （页面存档备份，存于）